# Vorgehschein
Ein Vorgehschein war in Deutschland nach dem Zweiten Weltkrieg die offizielle, meist von den Alliierten Siegermächten erteilte Erlaubnis für vormalige Verfolgte des Nazi-Regimes und Displaced Persons, Ladengeschäfte, Kinos, Theater und dergleichen unter Umgehung der Warteschlange zu betreten, sich also „vorn anzustellen“. Displaced Persons mussten in deutschen Geschäften auf Anordnung der Alliierten bevorzugt versorgt werden, was auf deutscher Seite wiederholt zu Unruhe und Hass führte, da das Angebot sehr knapp und streng rationiert war. Gedacht war das Vorgeh-Privileg als Kompensation der im Nationalsozialismus Verfolgten, Unterdrückten, Misshandelten und Ausgebeuteten für das ihnen durch Deutsche zugefügte Leid und Unrecht.